# Paionia
Paionia (Grieks: Παιονία) is sedert 2011 een fusiegemeente (dimos) in de Griekse bestuurlijke regio (periferia) Centraal-Macedonië.
De vijf deelgemeenten (dimotiki enotita) van de fusiegemeente zijn:
- Axioupoli (Αξιούπολη)
- Evropos (Ευρωπός)
- Goumenissa (Γουμένισσα)
- Livadia (Λιβάδια)
- Polykastro (Πολύκαστρο)